# Puchar Europy Zdobywczyń Pucharów siatkarek (1993/1994)
Puchar Europy Zdobywczyń Pucharów 1993/1994 – 22. sezon turnieju rozgrywanego od 1978 roku, organizowanego przez Europejską Konfederację Piłki Siatkowej (CEV) w ramach europejskich pucharów dla żeńskich klubowych zespołów siatkarskich "starego kontynentu".

## Drużyny uczestniczące
- Braiconf Braila
- Ionikos Ateny
- Martinus Amstelveen
- VBC Cheseaux
- Kralovopolska Brno
- Telyco Alcorcón
- Kiryat HAIM
- VC Mamer
- ŽOK Rijeka
- SK Elbasan
- Gomelchanka Gomel
- Kimikis Daugavpils
- Komfort Police
- Shkendija Tetovo
- Akademik Sofia
- Eczacıbaşı Stambuł
- Abes Trade Celje
- Dauphines Charleroi
- Fortuna Odense
- Brummel Ancona
- Post Teleges Wiedeń
- Racing Paris
- Dinamo-Dżinestra Odessa
- Sporting CP
- Schweriner SC
- Vasas SC

## Rozgrywki

### 1. Runda
| Data       | Drużyna 1           | Wynik | Drużyna 2       | Sety                     |
| ---------- | ------------------- | ----- | --------------- | ------------------------ |
| 06.11.1993 | Braiconf Braila     | 3:0   | Ionikos Ateny   | 15:9, 15:10, 17:16       |
| 13.11.1993 | Braiconf Braila     | 0:3   | Ionikos Ateny   | 11:15, 9:15, 2:15        |
| 07.11.1993 | Martinus Amstelveen | 3:1   | VBC Cheseaux    | 15:5, 10:15, 15:9, 15:5  |
| 13.11.1993 | Martinus Amstelveen | 1:3   | VBC Cheseaux    | 15:10, 5:15, 8:15, 13:15 |
| 06.11.1993 | Kralovopolska Brno  | 1:3   | Telyco Alcorcón | 15:13, 4:15, 15:17, 8:15 |
| 09.11.1993 | Kralovopolska Brno  | 0:3   | Telyco Alcorcón | 9:15, 5:15, 9:15         |

### 2. Runda
| Data       | Drużyna 1           | Wynik | Drużyna 2          | Sety                           |
| ---------- | ------------------- | ----- | ------------------ | ------------------------------ |
| 11.12.1993 | Ionikos Ateny       | 3:0   | Kiryat HAIM        | 15:5, 15:3, 15:4               |
| 04.12.1993 | Ionikos Ateny       | 3:0   | Kiryat HAIM        | 15:10, 15:6, 15:4              |
| 10.12.1993 | Martinus Amstelveen | 3:0   | VC Mamer           | 15:5, 15:9, 15:6               |
| 11.12.1993 | Martinus Amstelveen | 3:0   | VC Mamer           | 15:4, 15:9, 15:12              |
| 04.12.1993 | ŽOK Rijeka          | 3:0   | SK Elbasan         | 15:9, 15:10, 15:2              |
| 06.12.1993 | ŽOK Rijeka          | 2:3   | SK Elbasan         | 15:9, 12:15, 15:5, 4:15, 13:15 |
| 05.12.1993 | Gomelchanka Gomel   | 1:3   | Kimikis Daugavpils | 15:10, 8:15, 6:15, 11:15       |
| 12.12.1993 | Gomelchanka Gomel   | 0:3   | Kimikis Daugavpils | 13:15, 14:16, 10:15            |
| 04.12.1993 | Telyco Alcorcón     | 1:3   | Komfort Police     | 11:15, 9:15, 15:10, 13:15      |
| 11.12.1993 | Telyco Alcorcón     | 0:3   | Komfort Police     | 6:15, 10:15, 8:15              |
| 05.12.1993 | Shkendija Tetovo    | 0:3   | Akademik Sofia     | 3:15, 4:15, 4:15               |
| 12.12.1993 | Shkendija Tetovo    | 0:3   | Akademik Sofia     | 2:15, 1:15, 1:15               |
| 04.12.1993 | Eczacıbaşı Stambuł  | 3:0   | Abes Trade Celje   | 15:9, 15:5, 15:7               |
| 05.12.1993 | Eczacıbaşı Stambuł  | 3:0   | Abes Trade Celje   | 15:2, 15:0, 15:7               |
| 04.12.1993 | Dauphines Charleroi | 3:0   | Fortuna Odense     | 15:10, 15:7, 15:7              |
| 11.12.1993 | Dauphines Charleroi | 3:0   | Fortuna Odense     | 15:2, 15:4, 15:13              |

### 1/8 finału
Akademik Sofia ma wolny los
| Data       | Drużyna 1           | Wynik | Drużyna 2               | Sety                             |
| ---------- | ------------------- | ----- | ----------------------- | -------------------------------- |
| 12.01.1993 | Ionikos Ateny       | 3:1   | Brummel Ancona          | 15:13, 11:15, 15:10, 16:14       |
| 19.01.1993 | Ionikos Ateny       | 1:3   | Brummel Ancona          | 15:7, 10:15, 9:15, 13:15         |
| 22.01.1993 | Martinus Amstelveen | 2:3   | Post Teleges Wiedeń     | 13:15, 17:16, 15:4, 5:15, 10:15  |
| 19.01.1993 | Martinus Amstelveen | 0:3   | Post Teleges Wiedeń     | 7:15, 1:15, 6:15                 |
| 17.01.1993 | ŽOK Rijeka          | 0:3   | Racing Paris            | 13:15, 12:15, 7:15               |
| 19.01.1993 | ŽOK Rijeka          | 0:3   | Racing Paris            | 5:15, 6:15, 2:15                 |
| 12.01.1993 | Kimikis Daugavpils  | 1:3   | Dinamo-Dżinestra Odessa | 11:15, 8:15, 15:7, 11:15         |
| 20.01.1993 | Kimikis Daugavpils  | 1:3   | Dinamo-Dżinestra Odessa | 9:15, 8:15, 16:14, 10:15         |
| 09.01.1993 | Sporting CP         | 0:3   | Komfort Police          | 7:15, 6:15, 7:15                 |
| 15.01.1993 | Sporting CP         | 0:3   | Komfort Police          | 8:15, 2:15, 4:15                 |
| 13.01.1993 | Schweriner SC       | 3:0   | Eczacıbaşı Stambuł      | 15:11, 15:7, 17:15               |
| 20.01.1993 | Schweriner SC       | 3:2   | Eczacıbaşı Stambuł      | 7:15, 15:7, 15:13, 5:15, 15:10   |
| 11.01.1993 | Vasas Budapeszt     | 3:2   | Dauphines Charleroi     | 13:15, 15:6, 5:15, 16:14, 15:9   |
| 19.01.1993 | Vasas Budapeszt     | 2:3   | Dauphines Charleroi     | 16:17, 15:12, 13:15, 15:9, 15:17 |

### Ćwierćfinał
| Data       | Drużyna 1               | Wynik | Drużyna 2       | Sety                            |
| ---------- | ----------------------- | ----- | --------------- | ------------------------------- |
| 09.02.1994 | Post Teleges Wiedeń     | 3:1   | Brummel Ancona  | 15:9, 15:4, 10:15, 15:13        |
| 16.02.1994 | Post Teleges Wiedeń     | 1:3   | Brummel Ancona  | 7:15, 15:9, 6:15, 3:15          |
| 09.02.1994 | Dinamo-Dżinestra Odessa | 0:3   | Racing Paris    | 1:15, 11:15, 4:15               |
| 11.02.1994 | Dinamo-Dżinestra Odessa | 2:3   | Racing Paris    | 15:13, 6:15, 4:15, 15:8, 10:15  |
| 09.02.1994 | Akademik Sofia          | 2:3   | Komfort Police  | 15:13, 15:9, 9:15, 2:15, 17:19  |
| 16.02.1994 | Akademik Sofia          | 2:3   | Komfort Police  | 8:15, 15:12, 6:15, 15:10, 11:15 |
| 09.02.1994 | Schweriner SC           | 3:0   | Vasas Budapeszt | 15:4, 15:3, 15:5                |
| 16.02.1994 | Schweriner SC           | 1:3   | Vasas Budapeszt | 16:14, 4:15, 7:15, 5:15         |

### Turniej finałowy
Ancona

#### Półfinał
| Data       | Drużyna 1      | Wynik | Drużyna 2      | Sety                      |
| ---------- | -------------- | ----- | -------------- | ------------------------- |
| 05.03.1994 | Racing Paris   | 3:1   | Schweriner SC  | 8:15, 17:15, 16:14, 15:12 |
| 05.03.1994 | Brummel Ancona | 3:1   | Komfort Police | 9:15, 15:10, 15:9, 15:7   |

#### Mecz o 3. miejsce
| Data       | Drużyna 1      | Wynik | Drużyna 2     | Sety             |
| ---------- | -------------- | ----- | ------------- | ---------------- |
| 06.03.1994 | Komfort Police | 3:0   | Schweriner SC | 15:7, 15:8, 15:3 |

#### Finał
| Data       | Drużyna 1      | Wynik | Drużyna 2    | Sety                      |
| ---------- | -------------- | ----- | ------------ | ------------------------- |
| 06.03.1994 | Brummel Ancona | 3:1   | Racing Paris | 16:14, 15:12, 13:15, 15:6 |

## Klasyfikacja końcowa
| Miejsce | Drużyna        |
| ------- | -------------- |
| złoto   | Brummel Ancona |
| srebro  | Racing Paris   |
| brąz    | Komfort Police |
| 4.      | Schweriner SC  |